# Vojanovy sady
Vojanovy sady jsou veřejný park na pražské Malé Straně v městské části Praha 1 jižně od Klárova. Někdy jsou považovány za nejstarší zahradu v Praze, protože vznikla v 17. století jako součást kláštera karmelitek částečně na místě zahrady zpustlého biskupského dvora založeného ve 13. století. Dnešní název dostaly po roce 1954 po herci Eduardu Vojanovi, který se narodil nedaleko odtud v Míšeňské ulici.

## Historie
Historie zahrady sahá až do středověku, kdy prostor patřil k dvoru pražských biskupů. Zahrada je vyobrazena již roku 1685 na prospektu Prahy od Folperta van Ouden Allena jako lichoběžníkový pozemek se štěpnicí. 

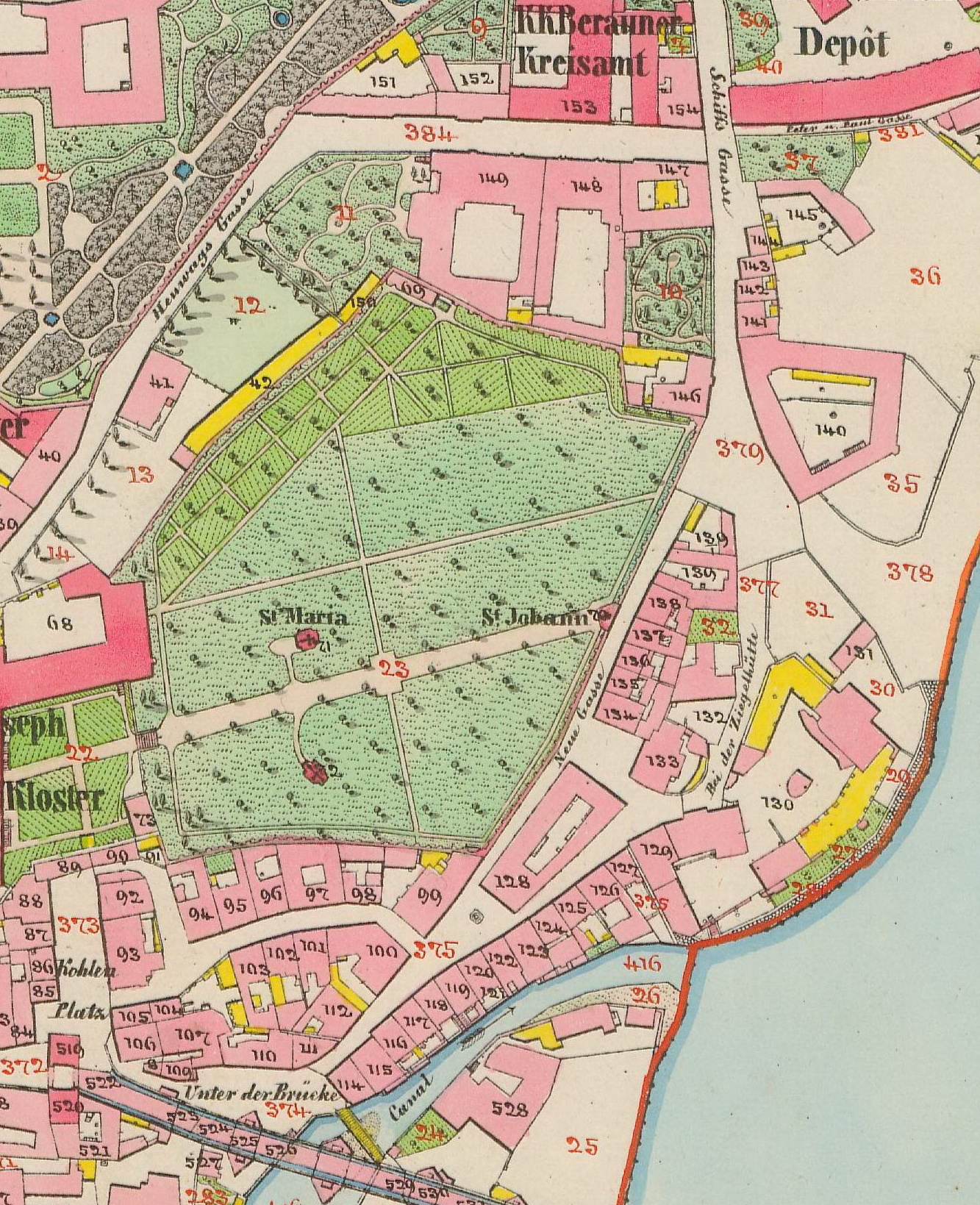
Zahrada na mapě Stabilního katastru z roku 1852

Jako uzavřená klášterní zahrada, rozdělená na okrasnou část ke kontemplaci, ovocný sad a zčásti na užitkovou zahradu zelinářskou byla zahrnuta do konceptu budování kláštera karmelitek u sv. Josefa již počátkem 80. let 17. století. Karmelitky si zde daly postavit roku 1743 kapli sv. Terezie a roku 1747 kapli sv. Jana Nepomuckého.

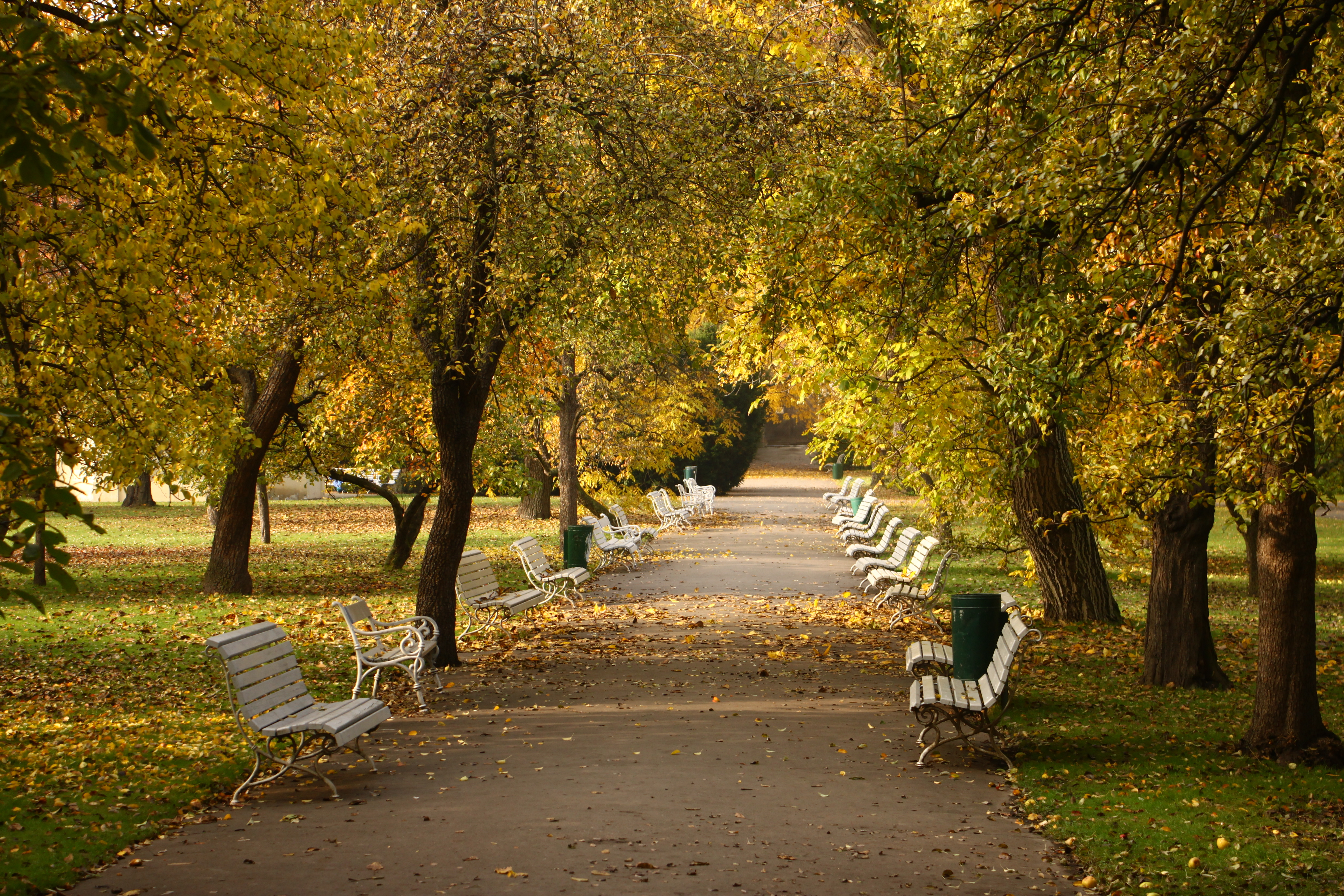
Hlavní cesta na podzim

Po zrušení kláštera roku 1782 zahradu s klášterem získal ústav anglických panen, které zde počátkem 19. století výsadbu a dosud symetrickou síť cest změnily na anglický park s potůčkem, bazénkem a tůňkou.
Park byl poškozen stoletou vodou roku 1890. Po sekularizaci roku 1920 byl park zmenšen. Stavbou budovy ministerstva financí byla západní část zahrady zabrána a upraveny vodní zdroje.
V roce 1954 došlo ke zpřístupnění zahrady veřejnosti a k razantním úpravám. Byly zrušeny kaple, rozšířeny a vyasfaltovány cesty. Vinou vandalů došlo k poničení výklenkových kaplí v ohradní zdi a byla odstraněna unikátní barokní socha sv. Jana Nepomuckého, stojícího na rybě. V letech 1979–2011 se o park staral Jindřich Pavliš, který měl na starosti i o další parky na Malé Straně i jinde na Praze 1. Jeho působení připomíná pamětní deska ve Vojanových sadech, v roce 2010 mu bylo uděleno čestné občanství Prahy 1.
Od 70. let 20. století zde byla vystavována moderní výtvarná díla v rámci akcí jako byla Sochařská setkání nebo v roce 1981 Malostranské dvorky. Také v 90. letech pokračovala výstavní činnost, v bazénku byly například dlouhodobě vystaveny sklolaminátové sochy žen od Kurta Gebauera. Po povodni v roce 2002, kdy vltavská voda zatopila sady do výše až čtyř metrů, musely být rekonstruovány.

## Popis

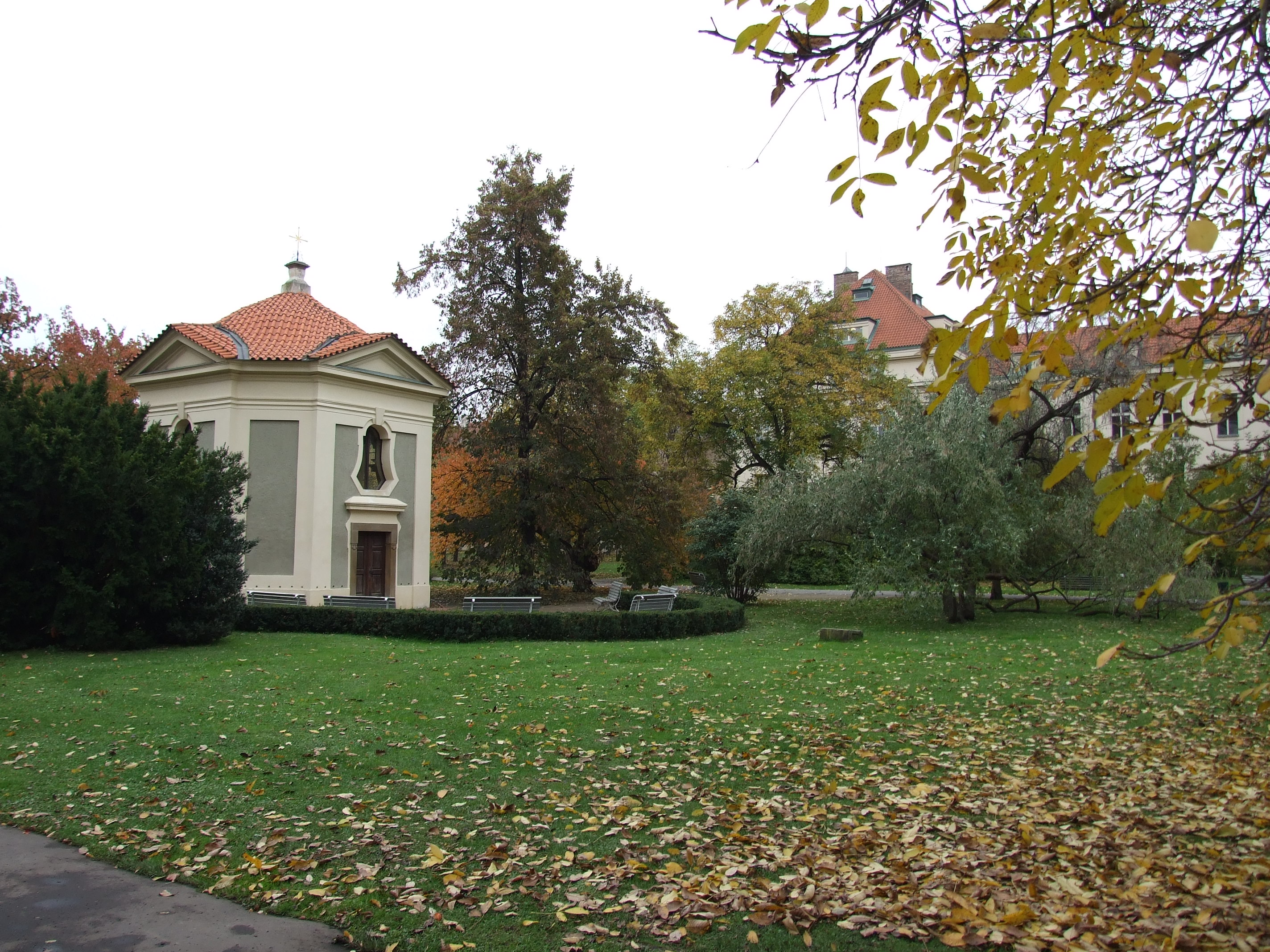
Kaple sv. Terezy

Sady jsou na všech stranách obklopeny stavbami – na východní, vstupní straně odděleny od ulice U Lužického semináře vysokou barokní zdí, na severu jsou přístupné skrz palác Thurn-Taxisů a v západní části ze třech stran obklopeny budovami ministerstva financí, které tvoří bývalý barokní karmel doplněný za 1. republiky novostavbami Františka Roitha.

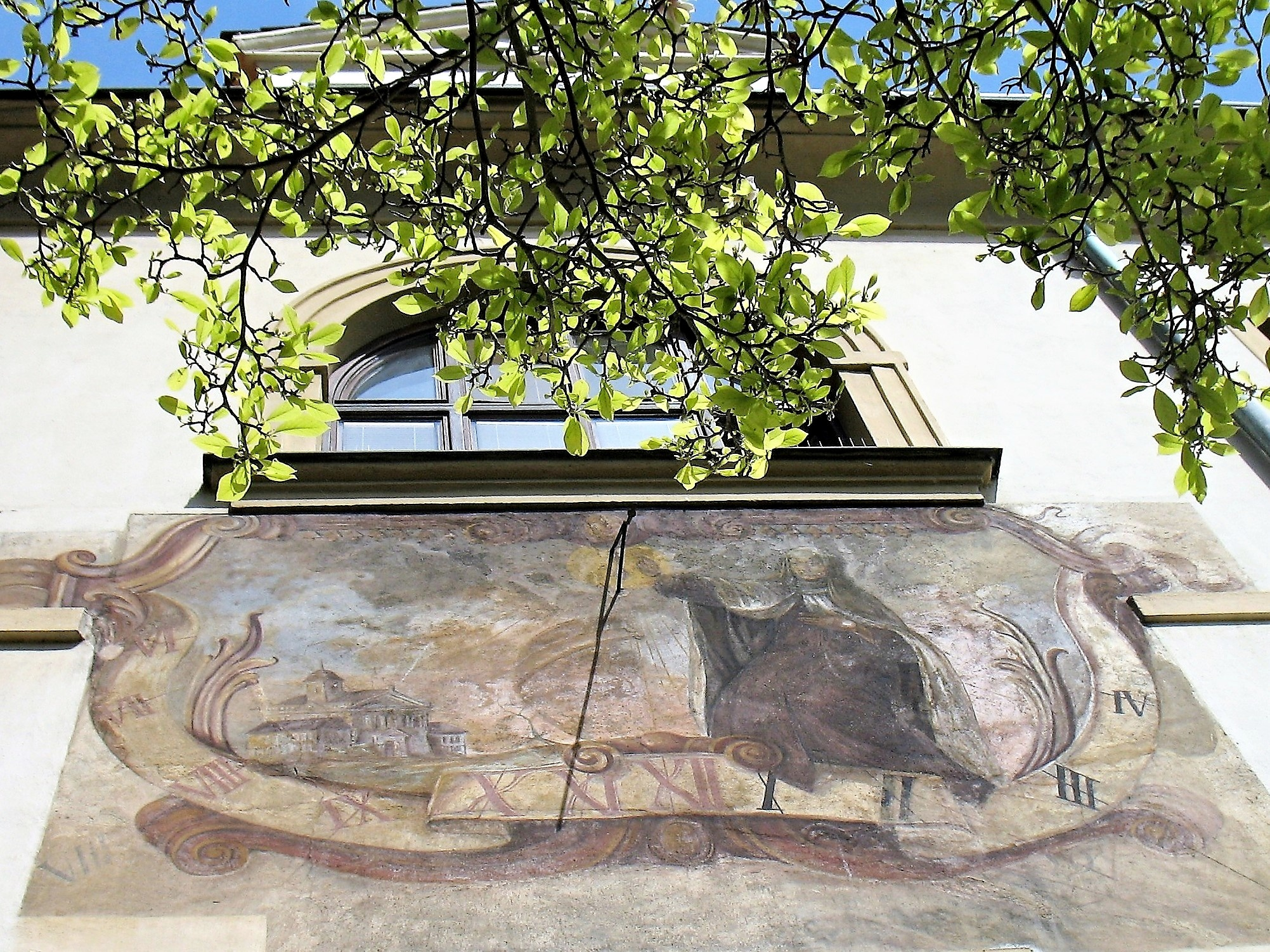
Sluneční hodiny na horní terase na zdi kláštera bosých karmelitek

Park nemá jednotný, vyhraněný charakter. Převažuje ovocný sad a styl anglického parku s okrasnými stromy, v zadní části je vyvýšená terasa s balustrádou, která má charakter klášterní zahrady s pergolou a centrální kašnou. Kromě toho jsou zde květinové záhony, včelí úly, malý skleník, jezírko, dětský koutek, veřejné toalety a tenisový kurt. Vojanovy sady jsou proslulé chovem pávů.

V sadech se nacházejí tři barokní kaple. Raně barokní sv. Eliáše v podobě grotty (umělé jeskyně) s nástropními obrazy ze života proroka a znakem s orlicí nad vchodem; původní vybavení kaple chybí. Vrcholně barokní polygonální kaple sv. Terezie z Avily asi z roku 1743, uvnitř zdobená freskami snad od Jana Karla Kováře, na kupoli oslava sv. Terezie, na stěnách iluzivní malby. Třetí stavbou je přesně nedatovaná výklenková kaple sv. Jana Nepomuckého šikmo vystupující z ohradní zdi. Výklenky jsou komponovány v osách zahradních cest, v hlavním výklenku jsou pozůstatky výzdoby (reliéfní, nástěnné malby) a stávala zde socha sv. Jana na rybě od Ignáce Františka Platzera z roku 1749 (dnes v Galerii hl. m. Prahy), v bočním výklenku jsou dveře na (veřejně nepřístupné) schodiště na vyhlídkovou terasu nad kaplí.

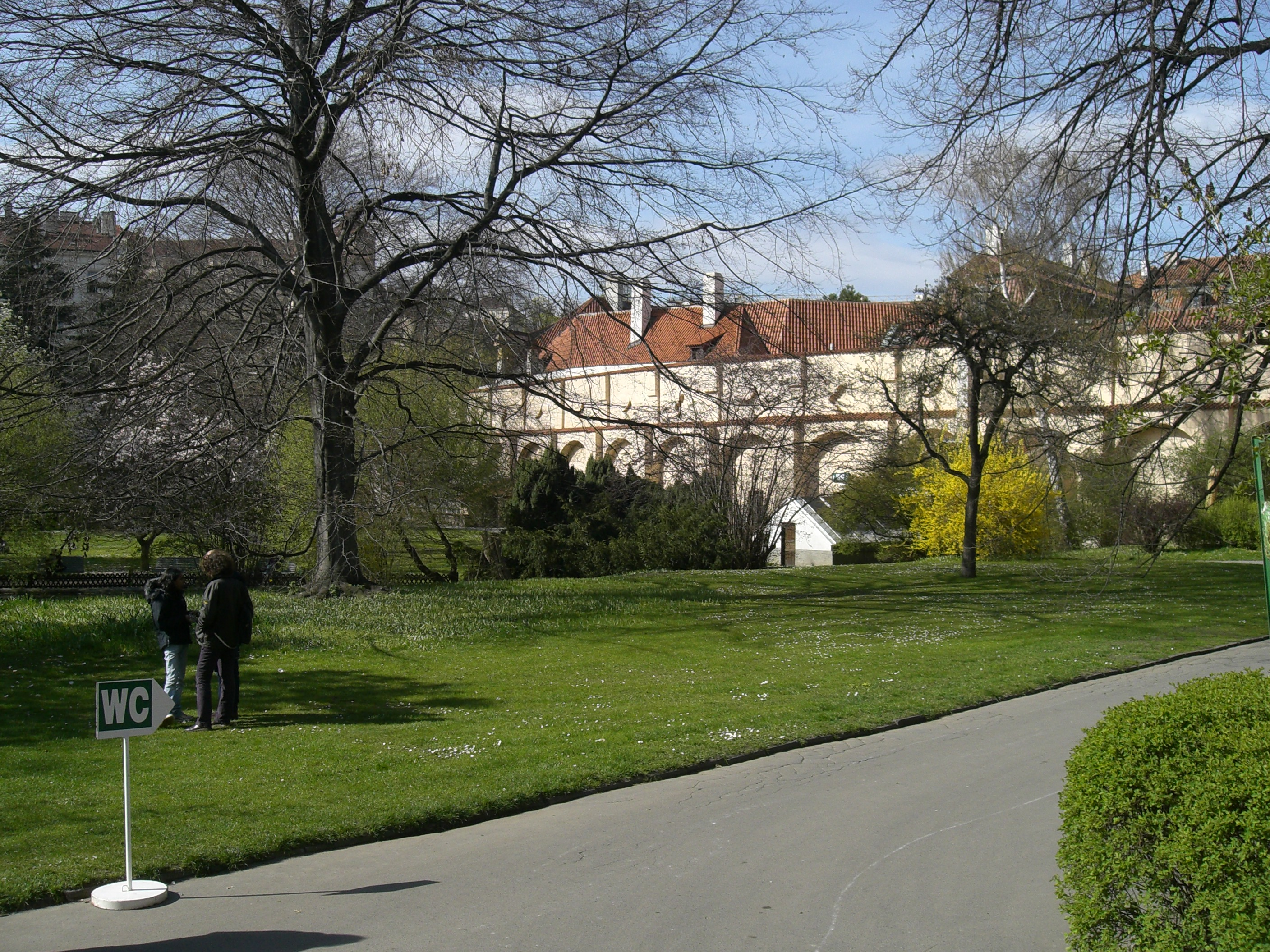
Pohled k ohradní zdi

V kapli sv. Eliáše byla 1663 pohřbena zakladatelka pražského karmelitského kláštera, ctihodná Elekta, jejíž „zázračně neporušené“ (přirozeně mumifikované) tělo je dnes vystaveno v karmelitánském kostele sv. Benedikta na Hradčanech.